# Ročka (meglica)
Rôčka (znana tudi kot Messier 27, M27 ali NGC 6853) je planetarna meglica v ozvezdju Lisičke, od Sonca oddaljena približno 417 parsekov, oziroma 1360 svetlobnih let.
To je bila prva planetarna meglica, ki jo je odkril Charles Messier 12. julija 1764. Lepo je vidna v binokularjih in jo ljubiteljski astronomi radi opazujejo.
Planetarne meglice so na vesoljski časovni lestvici izredno kratkožive, saj se plini, ki jo sestavljajo, širijo na vse strani v Vesolje in se tako počasi redčijo in porazgubijo. Ocenjujejo, da je Meglica Ročka stara od 3000 do 4000 let.

## Središčna zvezda
Središčna zvezda, bela pritlikavka, ima premer približno 0,055 ± 0,02 r☉ in je največji znani premer za belo pritlikavko.